# 卡瓦尼利亚斯-德拉谢拉
卡瓦尼利亚斯德拉谢拉，是西班牙马德里自治区的一个市镇。总面积14平方公里，总人口504人（2001年），人口密度36人/平方公里。